# Giorgio Scerbanenco
Œuvres principales
- Ils nous trahiront tous
- Série des Duca Lamberti

Giorgio Scerbanenco, né Volodymyr-Djordjo Chtcherbanenko (en ukrainien : Володимир-Джорджо Щербаненко) à Kiev le 27 juillet 1911 et mort à Milan le 27 octobre 1969, est un écrivain de polar italien. Il est un représentant de la troisième génération de la Ligne lombarde.

## Biographie
Il est né en Ukraine, à Kiev, de mère italienne et de père ukrainien. Il arrive en Italie, à Rome, avec sa mère à l'âge de six mois. En 1917, lors de la révolution russe, tous deux retournent en Russie pour retrouver leur mari et père, mais celui-ci a été  fusillé par les bolcheviques. Il rentre donc avec sa mère en Italie, d'abord à Rome puis, à seize ans, à Milan. Il est alors orphelin. Il arrête très tôt ses études pour des raisons financières. Sans diplôme, il gagne sa vie péniblement en acceptant des emplois mal payés de manœuvre, de balayeur ou de magasinier. Les privations, la malnutrition et une santé très fragile entraînent son hospitalisation dans un sanatorium à Sondrio, près de la frontière suisse. C'est pendant ce repos forcé qu'il se met à l'écriture de plusieurs nouvelles publiées à partir de 1933. Auparavant, il commence à collaborer à des journaux féminins, d’abord comme correcteur, puis comme auteur de nouvelles et de romans à l’eau de rose, ainsi qu’au courrier du cœur. Il écrira également des westerns et de la science-fiction.
Il publie son premier roman policier Sei giorni di preavviso en 1940, c’est le premier d’une série qui sera republiée dans Cinque Casi per l’Investigatore Jelling.
En 1943, il se réfugie en Suisse où il restera jusqu’en 1945. Il passe d’abord par le camp de réfugiés de Büsserach puis est accueilli, dans le canton du Tessin, par des amies suisses de son épouse, Teresa. Pendant son exil il écrit un roman Non rimanere soli qui en transpose l’expérience bien qu’il ait dû, comme il l’écrit lui-même dans l’avis au lecteur (al lettore) qui précède le roman, obéir aux prescriptions minutieuses de la police du pays dans lequel il a passé ses années d’exil et se contraindre à une neutralité hypersensible (ipersensibile neutralità) et donc à changer les noms des personnes et des lieux. C’est également en Suisse qu’il écrira Lupa in convento, Annalisa e il passagio a livello, Tecla e Rosellina ainsi qu’un roman de science-fiction — qualifié de sombre (cupo) par sa fille Cecilia dans l’avant-propos du recueil intitulé Annalisa e il passagio a livello contenant la nouvelle de même titre et Tecla e Rosellina, publié en 2007 par Sellerio à Palerme.
La renommée internationale intervient avec la série des Duca Lamberti — quatre romans dont Vénus privée, adapté à l’écran par Yves Boisset sous le titre Cran d’arrêt en 1970. Il y dépeint une Italie des années 1960 difficile, parfois méchante, désireuse de se développer mais désenchantée, loin de l’image édulcorée et brillante de l’Italie du boom économique.
Il obtient le grand prix de littérature policière en 1968 pour À tous les râteliers.
Il peut être considéré comme un des maîtres des écrivains italiens de romans noirs à partir des années 1970.
Depuis 1993, le prix Scerbanenco récompense le meilleur roman policier ou noir italien publié l’année précédente. Ce prix est décerné lors du Festival du film noir de Courmayeur.
Depuis 2001, Laurent Lombard (université d'Avignon) a proposé en traduction des textes inédits en France aux éditions Rivages/noir : (La trilogie de la mer : Le Sable ne se souvient pas, Mort sur la lagune, Les Amants du bord de mer) ainsi qu'une  nouvelle traduction de la série Duca Lamberti en cours de parution chez le même éditeur.

## Œuvre

### Romans

#### SérieArthur Jelling
- Sei giorni di preavviso (1940) Publié en français sous le titre Six jours de préavis, Paris, Le Mascaret, 1989.
- La bambola cieca (1941) Publié en français sous le titre La Poupée qui tue, Paris, Presses internationales, coll. Inter-Police no 2, 1959.
- Nessuno è colpevole (1941)
- L’antro dei filosofi (1942)
- Il cane che parla (1942)
- Lo scandalo dell'osservatorio astronomico (2011), roman écrit en 1943, mais non-publié.

Note : En Italie, les cinq premiers romans ont été réédités en un seul volume sous le titre Cinque casi per l'investigatore Jelling en 1995.

#### SérieDuca Lamberti
- Venere privata (Garzanti, 1966) Publié en français sous le titre Vénus privée, Paris, Plon, coll. Série policière, 1968 ; réédition, Paris, 10/18, Grands Détectives no 1603, 1983. Publié en français dans une nouvelle traduction intégrale de Laurent Lombard sous le titre Vénus privée, Paris, Payot & Rivages, Rivages/Noir no 794, 2010.
- Traditori di tutti (Garzanti, 1966) Publié en français sous le titre À tous les rateliers, Paris, Plon, 1968, traduction de Roger Hardy ; réédition, Paris, 10/18, Grands Détectives no 1605, 1984. Publié en français dans une nouvelle traduction intégrale de Gérard Lecas sous le titre Ils nous trahiront tous, Paris, Payot & Rivages, Rivages/Noir no 795, 2011.

Note : Grand prix de littérature policière 1968
- I ragazzi del massacro (Garzanti, 1968) Publié en français sous le titre Les Enfants du massacre, Paris, Plon, 1969, traduction de Roland Stragliati ; réédition, Paris, 10/18, Grands Détectives no 1604, 1984, traduction de Roland Stragliati. Publié en français dans une nouvelle traduction intégrale de Gérard Lecas sous le titre Les Enfants du massacre, Paris, Payot & Rivages, Rivages/Noir no 843, 2011.
- I milanesi ammazzano al sabato (Garzanti, 1969) Publié en français sous le titre Les Milanais tuent le samedi, Paris, Plon, coll. Série policière, 1970, traduction de Roland Stragliati ; réédition, Paris, 10/18, Grands Détectives no 1645, 1984. Publié en français dans une nouvelle traduction intégrale de Laurent Lombard sous le titre Les Milanais tuent le samedi, Paris, Payot & Rivages, Rivages/Noir no 844, 2011.

#### SérieNuovo Messico
- Il grande incanto (1948)
- La mia ragazza di Magdalena (1949)
- Luna messicana (1949)
- Innamorati (1951)

#### Autres romans
- Gli uomini in grigio (1935)
- Il terzo amore (1938)
- Il paese senza cielo (1939)
- L'amore torna sempre (1941)
- Oltre la félicità (1941) Publié en français sous le titre Au-delà du bonheur, Paris, ABC, coll. Porte bonheur no 14, 1942.
- Quattro cuori nel buio (1941)
- È passata un'illusione (1942)
- Cinema delle ragazze (1942)
- Fine del mondo (1942)
- Infedeli innamorati (1942)
- Cinque in bicicletta (1943)
- Il bosco dell'inquietudine (1943)
- Si vive bene in due (1943)
- La notte è buia (1943)
- L'isola degli idealisti (1942)
- Viaggio in Persia (1942)
- Il cavallo venduto (1944)
- Lupa in convento (1944)
- Le spie non devono amare (1945)
- Luna di miele (1945)
- Non rimanere soli (1945)
- Ogni donna è ferita (1947)
- Quando ameremo un angelo (1948)
- La sposa del falco (1949)
- Luna di miele (1949)
- Al mare con la ragazza  (1950) Publié en français sous le titre Les Amants du bord de la mer, Paris, Payot & Rivages, Rivages/Noir no 559, 2005.
- Anime senza cielo (1950)
- I giorni contati (1952)
- Il fiume verde (1952)
- Il nostro volo è breve (1952)
- Amata fino all'alba (1953)
- Appuntamento a Trieste (1953)
- Uomini e colombe (1953)
- Desidero soltanto (1954)
- La mano nuda (1954)
- Johanna della foresta (1955)
- Mio adorato nessuno (1955)
- I diecimila angeli (1956)
- La ragazza dell'addio (1956)
- Via dei poveri amori (1956)
- Cristina che non visse (1957)
- Elsa e l'ultimo uomo (1958)
- Europa molto amore (1958)
- Il tramonto è domani (1958)
- Noi due et nient' altro (1959) Publié en français sous le titre Rien que nous deux, Paris, Éditions Mondiales, coll. Nous Deux no 306, 1971.
- Viaggio di nozze in grigio (1961)
- La sabbia non ricorda (1961) Publié en français sous le titre Le Sable ne se souvient pas, Paris, Payot & Rivages, Rivages/Noir no 464, 2003.
- Europa molto amore (1961) Publié en français sous le titre Naïves Auto-stoppeuses, Paris, Plon, 1972 ; réédition, Paris, 10/18, Grands Détectives no 1646, 1984.
- L'anaconda (1967)
- Al servizio di chi mi vuole (1970)
- Le principesse di Acapulco (1970)
- Ladro contro assassino (1971) Publié en français sous le titre Du sang sur les parvis, Paris, Plon, coll. Série policière, 1972 ; réédition, Paris, 10/18, Grands Détectives no 1647, 1984.
- Né sempre né mai (1974) Publié en français sous le titre Mort sur la lagune, Paris, Payot & Rivages, Rivages/Noir no 654, 2007.
- Dove il sole non sorge mai (1975) Publié en français sous le titre Où le soleil ne se lève jamais, Paris, Payot & Rivages, Rivages/Noir no 925, 2013.
- Romanzo rosa (1985)
- Il mestiere di uomo (2006), inédit écrit en 1944
- Tecla e Rosellina (2007), inédit écrit en 1944
- Annalisa e il passaggio a livello (2007), inédit écrit en 1944

### Nouvelles

#### Recueils de nouvelles
- Uomini ragno (1946)
- Voce di Adrian (1956)
- Milano calibro 9 (1969) Publié en français sous le titre Milan calibre 9, Paris, Plon, coll. Série policière, 1970, traduction de Roland Stragliati ; réédition, Paris, 10/18, Grands Détectives no 1671, 1984, traduction de Roland Stragliati ; et N’étranglez pas trop, Paris, Plon, coll. Série policière, 1971 ; réédition, Paris, 10/18, Grands Détectives no 1672, 1984.
- Il Centodelliti (1970) Publié en français en trois volumes sous les titres Profession : salopard, Paris, Plon, coll. Série policière, 1971 ; réédition, Paris, 10/18, Grands Détectives no 1689, 1985 ; Les Nymphettes meurent aussi, Paris, Plon, coll. Série policière, 1971 ; réédition, Paris, 10/18, Grands Détectives no 1742, 1984 ; et Tendres Tueurs, Paris, Plon, coll. Série policière, 1971 ; réédition, Paris, 10/18, Grands Détectives no 1704, 1985.
- I Sette Peccati e le Sette Virtù Capitali (1974) Publié en français, traduction de Guillaume Chpaltine, sous le titre Péchés et vertus, Paris, 10/18, Grands Détectives no 2304, 1992.
- La Notte della tigre (1975) Publié en français, traduction de Guillaume Chpaltine, sous le titre La Nuit du tigre, Paris, 10/18, Grands Détectives no 2257, 1992.
- L'ala ferita dell'angelo (1976)
- La vita in una pagina (1989)
- Il falcone e altri racconti inediti (1993)
- Il Cinquecentodelitti (1994)
- Cinque casi per l'investigatore Jelling (1995)
- Millestorie (1996)
- Storie dal futuro e dal passato (1997)
- Basta col cianuro (2000)
- Uccidere per amore (2002)
- Racconti neri (2005)
- Uomini Ragno (2006)
- Annalisa e il passaggio a livello (2007)
- Nebbia sul Naviglio e altri racconti gialli e neri (2011)

#### Nouvelles isolées
- Rose ruggini (1950) Publié en français sous le titre Roses couleur rouille, Revue Association 813 no 69, décembre 1999.
- Stazione Centrale ammazzare subito (1967) Publié en français sous le titre Gare centrale supprimer immédiatement dans Trains rouges, Paris, Julliard, Bibliothèque criminelle, 1990.

### Autres publications
- Giorgio Scerbanenco: una cronologia a cura di Nunzia Monanni appendice à Non rimanere soli, Garzanti, 2003.
- Préface de Ermanno Paccagnini à Non rimanere soli, Garzanti, 2003.
- Quaderni di guerra de Cecilia Scerbanenco, avant-propos à Annalisa e il passagio a livello, Sellerio editore, Palerme, 2007.
- Préface de Oreste del Buono à Cinque casi per l’investigatore Jelling, Edizioni Frassinelli, 1995.

## Adaptations au cinéma et à la télévision
- 1969 : La Jeunesse du massacre (I ragazzi del massacro) de Fernando Di Leo
- 1970 : Cran d'arrêt d'Yves Boisset
- 1970 : La Mort remonte à hier soir (La morte risale a ieri sera) de Duccio Tessari
- 1972 : Milan calibre 9 (Milano calibro 9) de Fernando Di Leo
- 1972 : L'Empire du crime (La mala ordina) de Fernando Di Leo
- 1975 : L'assassino è costretto ad uccidere ancora de Luigi Cozzi
- 1976 : Jeunes, désespérés, violents (Liberi armati pericolosi) de Romolo Guerrieri
- 1979 : Quattro delitti d'Alberto Siron, Gian Pietro Calasso et Vittorio Melloni — téléfilm
- 1984 : La ragazza dell'addio de Daniele D'Anza — téléfilm
- 1989 : Appuntamento a Trieste de Bruno Mattei — mini-série
- 1989 : L'Homme qui ne voulait pas mourir (L'uomo che non voleva morire) de Lamberto Bava — téléfilm
- 1993 : Les Voyous (¡Dispara!) de Carlos Saura
- 1996 : Occhio di falco de Vittorio De Sisti — feuilleton télévisé

## Prix
- Grand prix de littérature policière 1968 pour Ils nous trahiront tous / À tous les râteliers[2]

## Sources
- Claude Mesplède, Dictionnaire des littératures policières, vol. 2 : J - Z, Nantes, Joseph K, coll. « Temps noir », 2007, 1086 p. (ISBN 978-2-910-68645-1, OCLC 315873361), p. 729-731.